# Longicaudus trirhodus
Longicaudus trirhodus är en insektsart som först beskrevs av Walker 1849.  Longicaudus trirhodus ingår i släktet Longicaudus och familjen långrörsbladlöss. Arten är reproducerande i Sverige.

## Underarter
Arten delas in i följande underarter:
- L. t. iranicus
- L. t. trirhodus